# Carbellino
Carbellino település Spanyolországban,  Zamora tartományban. Carbellino Bermillo de Sayago, Almeida de Sayago, Ledesma, Villaseco de los Reyes, Monleras és Roelos de Sayago községekkel határos. Lakosainak száma 182 fő (2024).

## Népesség
A település népessége az utóbbi években az alábbiak szerint változott:
| Lakosok száma | 270  | 249  | 237  | 222  | 226  | 210  | 200  | 189  | 176  | 182  |
|               | 2001 | 2004 | 2007 | 2009 | 2012 | 2014 | 2017 | 2019 | 2022 | 2024 |